# فرزاد مهری
فرزاد مهری (زاده ۸ آبان ۱۳۶۳) یک بازیکن فوتبال هفت‌نفره اهل ایران است.
«فرزاد مهری» بازیکن ارزنده تیم ملی فوتبال هفت نفره بود که توانست بازی های قابل قبولی از خود ارائه دهد و به عنوان فنی ترین بازیکن شناخته شود.
- پرونده:1486462047399

## افتخارات
او در ترکیب تیم ملی ایران برای شرکت در بازی‌های پارالمپیک تابستانی ۲۰۱۶ به ریودوژانیرو برزیل اعزام شد.تیم ملی فوتبال هفت‌نفره ایران در این مسابقات، با پیروزی مقتدرانه بر برزیل در مرحله ماقبل فینال، به دیدار پایانی صعود کرد. در این مرحله با قبول شکست برابر اوکراین به نایب‌قهرمانی پارالمپیک و نشان نقره مسابقات دست یافت.